# Selección de fútbol playa de Costa Rica
La Selección de fútbol playa de Costa Rica es el equipo representativo del país en competiciones oficiales. Cuenta con dos participaciones en la Copa Mundial de Fútbol Playa de FIFA.

## Inicios
La organización del fútbol playa en Costa Rica se remonta al año 1999, cuando se conformó la Liga de Fútbol Playa. En el mes de enero de 2003, el presidente de la organización promovió ante la Comisión de Selecciones de la Federación Costarricense de Fútbol la formación de una selección nacional de la modalidad, que para el mes de mayo participó en el Torneo de Naciones de Porto Alegre, Brasil.

## Participación en torneos oficiales

### Copa mundial
Costa Rica inició su participación en los campeonatos de Concacaf de fútbol playa, en el 2006. En dicho torneo acabó en el  tercer lugar entre cinco equipos, a tan solo un punto de Canadá, segundo puesto y clasificado a la copa mundial. Para el 2007, tomó parte de la clasificación de Concacaf-Conmebol, en el que no pasó de la primera ronda, mientras que el 2008 se ubicó en el último puesto de la cuadrangular.
En el 2009, tras colocarse en el segundo puesto de la ronda preliminar en su respectivo grupo, logró su primera clasificación a la copa mundial cuando derrotó a México en la tanda de penaltis, en la semifinal. La final del torneo la perdió ante El Salvador con  marcador de tres goles por seis. Sin embargo, no logró ninguna victoria en la cita mundial de Dubái.
El 2010, nuevamente alcanzó las semifinales del torneo clasificatorio, pero esta vez cayó ante El Salvador en la tanda de penaltis, y perdió la opción de una plaza para la copa mundial. Acabó en el cuarto puesto del evento con otra derrota ante los Estados Unidos (5:7). 
Igual resultado obtuvo en el campeonato regional del 2013 en Nasáu, Bahamas. Pese a que se agenció el primer lugar de su grupo, incluida una rotunda victoria sobre El Salvador (12:5), disputó el boleto a la copa mundial de Tahití contra los Estados Unidos, pero cayó derrotada cuatro goles por tres, y en la disputa por la tercera plaza perdió ante México (7:8).
La Selección de fútbol playa de Costa Rica calificó a la Copa Mundial de Fútbol Playa FIFA 2015 de Portugal al obtener el subcampeonato en el Torneo Eliminatorio de la Concacaf disputado en El Salvador entre el 29 de marzo y el 4 de abril de 2015. Costa Rica venció en la fase de grupos a Islas Vírgenes Estadounidenses (12-1), Panamá (9-5) y Guatemala (4-3), luego eliminó en cuartos de final a Trinidad y Tobago (2-1), y en la semifinal derrotó al local y favorito El Salvador (2-1), logrando de esa manera el boleto a su segundo mundial. En la final, cayó contra México (0-4).

## Estadísticas

### Copa Mundial de Fútbol Playa FIFA
| Copa Mundial de Fútbol Playa FIFA | Copa Mundial de Fútbol Playa FIFA | Copa Mundial de Fútbol Playa FIFA | Copa Mundial de Fútbol Playa FIFA | Copa Mundial de Fútbol Playa FIFA | Copa Mundial de Fútbol Playa FIFA | Copa Mundial de Fútbol Playa FIFA | Copa Mundial de Fútbol Playa FIFA |
| Año                               | Ronda                             | J                                 | G                                 | G+                                | P                                 | GF                                | GC                                |
| --------------------------------- | --------------------------------- | --------------------------------- | --------------------------------- | --------------------------------- | --------------------------------- | --------------------------------- | --------------------------------- |
| 2005                              | No participó                      | No participó                      | No participó                      | No participó                      | No participó                      | No participó                      | No participó                      |
| 2006                              | No clasificó                      | No clasificó                      | No clasificó                      | No clasificó                      | No clasificó                      | No clasificó                      | No clasificó                      |
| 2007                              | No clasificó                      | No clasificó                      | No clasificó                      | No clasificó                      | No clasificó                      | No clasificó                      | No clasificó                      |
| 2008                              | No clasificó                      | No clasificó                      | No clasificó                      | No clasificó                      | No clasificó                      | No clasificó                      | No clasificó                      |
| 2009                              | Fase de grupos                    | 3                                 | 0                                 | 0                                 | 3                                 | 2                                 | 14                                |
| 2011                              | No clasificó                      | No clasificó                      | No clasificó                      | No clasificó                      | No clasificó                      | No clasificó                      | No clasificó                      |
| 2013                              | No clasificó                      | No clasificó                      | No clasificó                      | No clasificó                      | No clasificó                      | No clasificó                      | No clasificó                      |
| 2015                              | Fase de grupos                    | 3                                 | 0                                 | 0                                 | 3                                 | 6                                 | 17                                |
| 2017                              | No clasificó                      | No clasificó                      | No clasificó                      | No clasificó                      | No clasificó                      | No clasificó                      | No clasificó                      |
| 2019                              | No clasificó                      | No clasificó                      | No clasificó                      | No clasificó                      | No clasificó                      | No clasificó                      | No clasificó                      |
| 2021                              | No clasificó                      | No clasificó                      | No clasificó                      | No clasificó                      | No clasificó                      | No clasificó                      | No clasificó                      |
| 2023                              | No clasificó                      | No clasificó                      | No clasificó                      | No clasificó                      | No clasificó                      | No clasificó                      | No clasificó                      |
| 2025                              | No clasificó                      | No clasificó                      | No clasificó                      | No clasificó                      | No clasificó                      | No clasificó                      | No clasificó                      |
| Total                             | 2/11                              | 6                                 | 0                                 | 0                                 | 6                                 | 8                                 | 31                                |

### Campeonatos Conjuntos (con la CONMEBOL)
| Campeonatos Conjuntos (con la CONMEBOL) | Campeonatos Conjuntos (con la CONMEBOL) | Campeonatos Conjuntos (con la CONMEBOL) | Campeonatos Conjuntos (con la CONMEBOL) | Campeonatos Conjuntos (con la CONMEBOL) | Campeonatos Conjuntos (con la CONMEBOL) | Campeonatos Conjuntos (con la CONMEBOL) | Campeonatos Conjuntos (con la CONMEBOL) |
| Año                                     | Ronda                                   | J                                       | G                                       | G+                                      | P                                       | GF                                      | GC                                      |
| --------------------------------------- | --------------------------------------- | --------------------------------------- | --------------------------------------- | --------------------------------------- | --------------------------------------- | --------------------------------------- | --------------------------------------- |
| 2005                                    | No participó                            | No participó                            | No participó                            | No participó                            | No participó                            | No participó                            | No participó                            |
| 2007                                    | Sexto lugar                             | 4                                       | 1                                       | 0                                       | 3                                       | 13                                      | 18                                      |
| Total                                   | 1/2                                     | 4                                       | 1                                       | 0                                       | 3                                       | 13                                      | 18                                      |

### Campeonato de Fútbol Playa de Concacaf
| Campeonato de Fútbol Playa de Concacaf | Campeonato de Fútbol Playa de Concacaf | Campeonato de Fútbol Playa de Concacaf | Campeonato de Fútbol Playa de Concacaf | Campeonato de Fútbol Playa de Concacaf | Campeonato de Fútbol Playa de Concacaf | Campeonato de Fútbol Playa de Concacaf | Campeonato de Fútbol Playa de Concacaf |
| Año                                    | Ronda                                  | J                                      | G                                      | G+                                     | P                                      | GF                                     | GC                                     |
| -------------------------------------- | -------------------------------------- | -------------------------------------- | -------------------------------------- | -------------------------------------- | -------------------------------------- | -------------------------------------- | -------------------------------------- |
| 2006                                   | Tercer lugar                           | 4                                      | 3                                      | 0                                      | 1                                      | 19                                     | 18                                     |
| 2008                                   | Cuarto lugar                           | 3                                      | 0                                      | 0                                      | 3                                      | 5                                      | 18                                     |
| 2009                                   | Subcampeón                             | 4                                      | 1                                      | 1                                      | 2                                      | 11                                     | 15                                     |
| 2010                                   | Cuarto lugar                           | 5                                      | 2                                      | 0                                      | 3                                      | 21                                     | 17                                     |
| 2013                                   | Cuarto lugar                           | 4                                      | 1                                      | 1                                      | 2                                      | 25                                     | 20                                     |
| 2015                                   | Subcampeón                             | 6                                      | 5                                      | 0                                      | 1                                      | 29                                     | 15                                     |
| 2017                                   | Noveno lugar                           | 6                                      | 2                                      | 2                                      | 2                                      | 24                                     | 20                                     |
| 2019                                   | Fase de grupos                         | 3                                      | 1                                      | 0                                      | 2                                      | 13                                     | 15                                     |
| 2021                                   | Cuartos de final                       | 4                                      | 3                                      | 0                                      | 1                                      | 19                                     | 14                                     |
| 2023                                   | Cuartos de final                       | 4                                      | 2                                      | 0                                      | 2                                      | 23                                     | 19                                     |
| 2025                                   | Primera fase                           | 3                                      | 0                                      | 0                                      | 3                                      | 3                                      | 14                                     |
| Total                                  | 11/11                                  | 46                                     | 20                                     | 4                                      | 20                                     | 192                                    | 185                                    |